# LSPM J0207+3331
Désignations
LSPM J0207+3331 est une naine blanche de la constellation boréale du Triangle. Il s'agit de la plus ancienne et la plus froide des naines blanches connues et possédant un disque circumstellaire. Elle est située à 145 années-lumière de la Terre. Elle fut découverte en octobre 2018 par une astronome amateur dans le cadre du projet Backyard Worlds: Planet 9 dirigé par la NASA,,.
Bien qu'âgée de 3 milliards d'années, l'étoile possède un disque circumstellaire. La mesure d'un excès d'infrarouge témoigne de l'existence d'un anneau extérieur dont la température est de 480 K et d'un anneau intérieur dont la température est comprise entre 550 et 1400 K. Ce disque pourrait être constitué de débris d'astéroïdes désintégrés par la force de marée exercée par l'astre.
Faisant actuellement l'objet d'études, l'étoile a été observée à l'Observatoire W. M. Keck et a donné lieu à la publication d'un article dans la revue The Astrophysical Journal Letters.